# لارا باركر
لارا باركر (بالإنجليزية: Lara Parker)‏ هي ممثلة أمريكية، ولدت في 27 أكتوبر 1938 في الولايات المتحدة.

## وصلات خارجية
- لارا باركر على موقع IMDb (الإنجليزية)
- لارا باركر على موقع أول موفي (الإنجليزية)
- لارا باركر على موقع قاعدة بيانات برودواي على الإنترنت (الإنجليزية)
- لارا باركر على موقع إن إن دي بي (الإنجليزية)
- لارا باركر على موقع قاعدة بيانات الفيلم (الإنجليزية)